# Число Уомерсли
Число Уомерсли (Wo или α) — критерий подобия в гидродинамике, определяющий соотношение между темпом пульсации потока жидкости и её вязкостью. Оно определяется следующим образом:
{\displaystyle \operatorname {Wo} \,=L\,{\sqrt {\frac {\omega }{\nu }}}\,=L\,{\sqrt {\frac {2\,\pi \rho }{\eta \,T}}}},
где
- {\displaystyle L} — характеристическая длина;
- {\displaystyle T} — период пульсаций;
- {\displaystyle \omega } — угловая частота пульсаций;
- {\displaystyle \rho } — плотность жидкости;
- {\displaystyle \eta } — динамическая вязкость;
- {\displaystyle \nu \,={\frac {\eta }{\rho }}} — кинематическая вязкость.

Число Уомерсли можно также выразить через произведение числа Рейнольдса на число Струхаля:
{\displaystyle \operatorname {Wo} \,={\sqrt {2\,\pi \cdot \operatorname {Re} \cdot \operatorname {Sh} }}}.

Число Уомерсли возникает при решении линеаризованных уравнений Навье-Стокса с пульсирующим напором, то есть давление задаётся как:
{\displaystyle p\,=p_{max}\,\operatorname {sin} \,\omega t} или {\displaystyle p\,=p_{max}\,\operatorname {cos} \,\omega t}.
Если {\displaystyle \operatorname {Wo} \,\leq 1}, то частота пульсаций достаточна мала для установления ламинарного режима течения (течение Пуазёйля). Если {\displaystyle \operatorname {Wo} \,>10}, то профиль скоростей довольно плоский и средний поток отстаёт от пульсации на {\displaystyle {\frac {\pi }{2}}}. Так, в аорте человека Wo = 20, а в аорте крысы Wo = 3.
Названо в честь британского математика Джона Р. Уомерсли (1907—1958) за его работы по исследованию кровотока в артериях.